# تله‌رباتیک

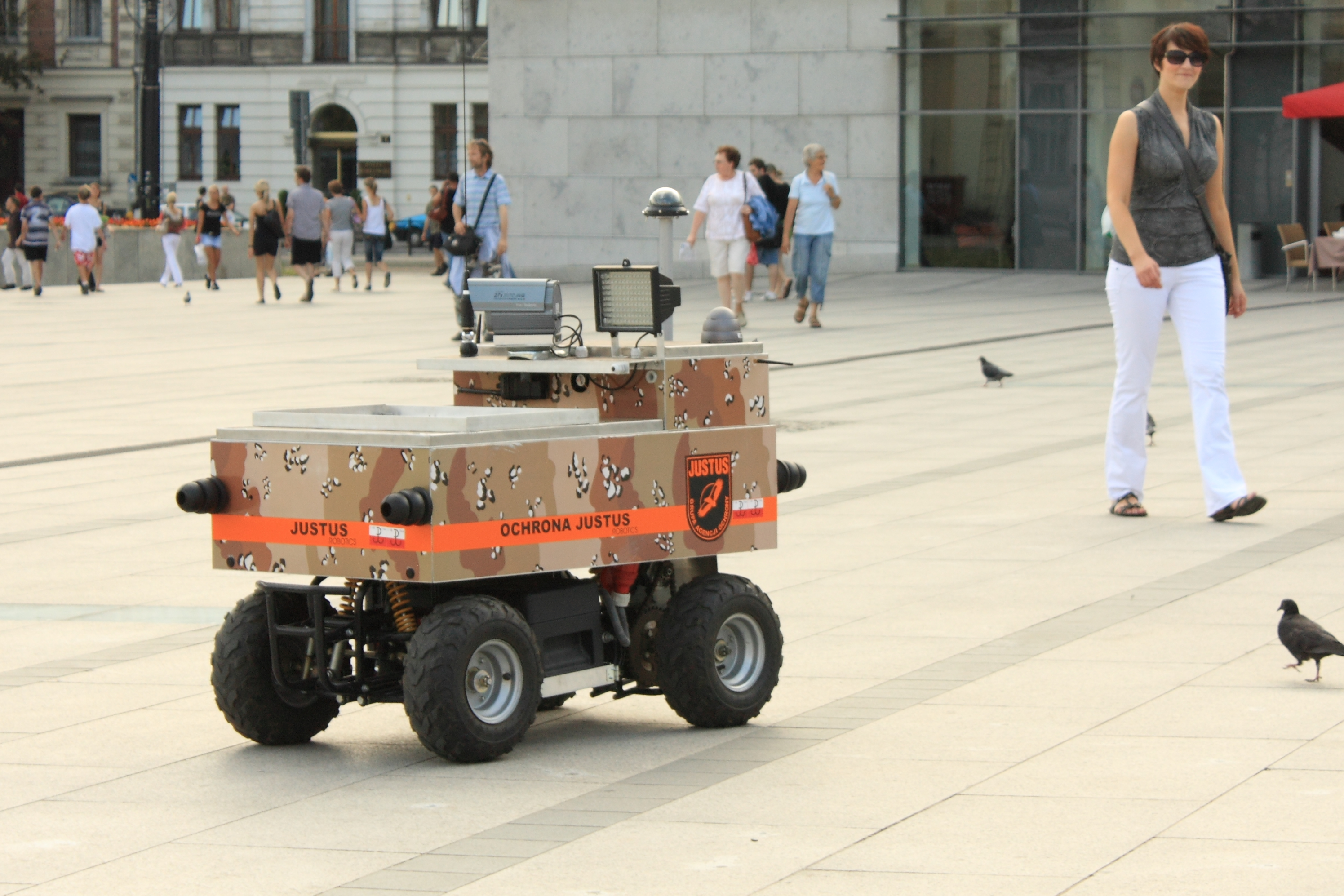
ربات امنیتی درحال گشت‌زنی در کراکوف لهستان

هر ربات که بتواند در حوزه وسیعی از فضای اطراف، توسط یک سامانهٔ رایانه‌ای یا هر پردازشگر دیگری از فرمانده خود فرمان گرفته و کنترل شود، در شمار تله‌رباتیک به حساب می‌آید.
تله‌رُبات نوعی ربات است، که از طریق کانال ارتباطی معین و از مسافتی دور توسط یک متصدی انسانی یا ماشینی دستورات و فرمان‌ها را اجرا می‌کند. متصدی انسانی بدین وسیله می‌تواند حرکت‌هایی را در قالب یک ماشین از مسافت طولانی مدیریت نماید. در این راستا حسگرهای مجهز، مستقر بر روی ربات، متصدی را از چگونگی و نتایج انجام حرکات ربات مطلّع می‌سازد. فناوری تله‌ربات‌ها کاربردهای وسیعی را در صنایع مختلف به خود اختصاص داده‌است، از آن جمله صنایع نظامی، علوم پزشکی (جراحی‌های از راه دور)، علوم فضانوردی، علوم هسته‌ای و حتی علوم سینمایی و هر جایی که دسترسی مستقیم انسان محدودتر بوده، ماشینی به نام دورربات جای آن را گرفته‌است. به عنوان مثال دانشمندان پس از رویداد چرنوبیل طراحی و استخدام رباتهای قابل کنترل از راه دور را به جای انسان‌ها در اولویت قرار دادند، بطوری‌که دورربات‌ها در آنجا از جایگاهی خاص برخوردار شدند. در بین دورربات‌ها نیز آن عده که از طریق کانال خطوط مخابراتی برای کنترل استفاده می‌کنند، از جایگاه خاصی برخوردارند، چرا که با محدودیت‌های فراوانی که در پهنای باند دارند با خواص ویژه، همچون گستردگی دسترسی آن‌ها در کلیه نقاط جهان این نقص را می‌پوشانند. با توسعه فناوری‌های مبتنی بر اینترنت و همچنین نیاز به کنترل تجهیزات مختلف از راه دور، پژوهش بر مبنای کنترل از طریق وب و توسط خط اینترنت به سرعت رشد و گسترش یافت، ولی به جهت اینکه کاربر در این گونه سیستم‌ها فاقد دید مستقیم اپراتور است، لذا باید به یک رشته سامانه‌ها و حسگرهای بازخورد در حدّ چشمانش اعتماد نماید.
مدت چندانی از بکارگیری و کنترل اولین سامانه‌ها برای انجام پاره‌ای از کارهای ابتدایی از راه دور، بواسطه شبکه جهانی اینترنت (Word Wide Web) نمی‌گذرد، ولی با این وجود هنوز هم به دلیل وجود تأخیر در زمان کنترل این نوع سیستم‌ها، در جهت کاهش این بازه زمانی در سیستم‌های کنترل از راه دور، تلاش هایی انجام می‌پذیرد. اهمیت موضوع به حدی است که علوم مختلفی همچون پزشکی، صنایع خودرویی و صنایع نظامی به شدت خود را نیازمند چنین سیستم‌هایی می‌بینند. اولین سیستم، که از طریق شبکه در کمبریج کنترل شد، مبنای کارش بر اساس مدولاسیون فرکانس در شبکه بنا نهاده شده بود. بعدها به سرعت این سیستم به کنترل از طریق شبکه جهانی اینترنت گسترش یافت. در اولین مدلی که برای کنترل ربات ۶R در کالیفرنیا ساخته شد عملیات جابجایی اجسام به واسطه بازو از طریق اینترنت انجام می‌گرفت. در پروژه مشابهی توسط Ben و همکارانش، با روشی بر اساس مدیریت وکنترل از راه دور بواسطه شبکه جهانی اینترنت، سیستم یک ربات بازو را در چار چوب پروتکل‌های انتقال دیتا در اینترنت کنترل نمودند. در آن روش نیز همچون موارد پیشین استفاده از PC به عنوان یکی از ملزومات اصلی هم درMaster و همSlave به‌شمار می‌رفت. ربات Telegarden که جهت توسعه فعالیت‌های باغبانی و ربات Puma جهت رنگرزی اجسام بواسطه کنترل از شبکه و دورربات Max، با کنترل بدون سیم، نمونه ربات هایی هستند که از راه دور یا از طریق Web یا مشابه آن کنترل می‌شوند. در ایده‌ای مشابه با کار این مقاله، P.A.Kulkarni و S.G.Karad ربات سیّاری را طراحی و ساخته‌اند که مبنای سیستم کنترل از راه دور آن بر اساسDTMF و یک طرفه می‌باشد. در ایدهٔ دیگری Keber و همکارانش در پروژه‌ای مشابه، ربات Puma را بواسطه شبکه اینترنت کنترل و تصویر۳ بعدی را در آن انتقال داده و اجزای بازو را شبیه‌سازی گرافیکی نموده‌اند. ژنیوان و همکارش درکاری تلفیقی از تکنیک‌های مختلف مبنی بر بازسازی تصاویر، سیستمی خطی را برای پیشگویی حرکات تصاویر جهت بهبود کارایی دورربات‌ها ارائه نموده‌اند. تله اِکوُربات یا TER، رباتی است مانند اغلب دورربات‌ها، دارای دو بخش فرمانده (Master) و فرمانبر(Slave) بوده و به پزشک متخصص اجازه می‌دهد تا با استفاده از داده‌های امواج فراصوتی که از طریق خط اینترنت دریافت می‌کند، بر روی بدن یک بیمار از راه دور به جستجو بپردازد. در این سامانه با استفاده از برد الکترونیکی Matrox Meteor به وسیلهٔ کتابخانه تصویری FFMPEG هر تصویر ویدئویی با اندازه ۴۸۰–۶۴۰ پیکسل به یک کد ۸ بیتی تبدیل می‌شود و بدین ترتیب با سرعت کم انتقال بیت‌ها، خود را سازگار می‌کند. آن تصاویر اسکنشده توسط سامانه به پزشک جهت تشخیص بیماری ارسال می‌گردد. درطرح‌های نام برده حداکثر حجم سخت‌افزاری درSlave توسط رایانه گرفته شده و درکل، سیستم‌های مذکور از سخت‌افزار و نرم‌افزار حجیم برخوردارند. بحث بی‌درنگ (Real-Time) بودن کنترل آن‌ها نیز به تغییرات سرعت خطوط اینترنت وابستگی دارد. از طرفی تعداد زیادی از آن‌ها برای شبکه‌های محدود منطقه‌ای طراحی شده‌اند.